# 亚略巴古

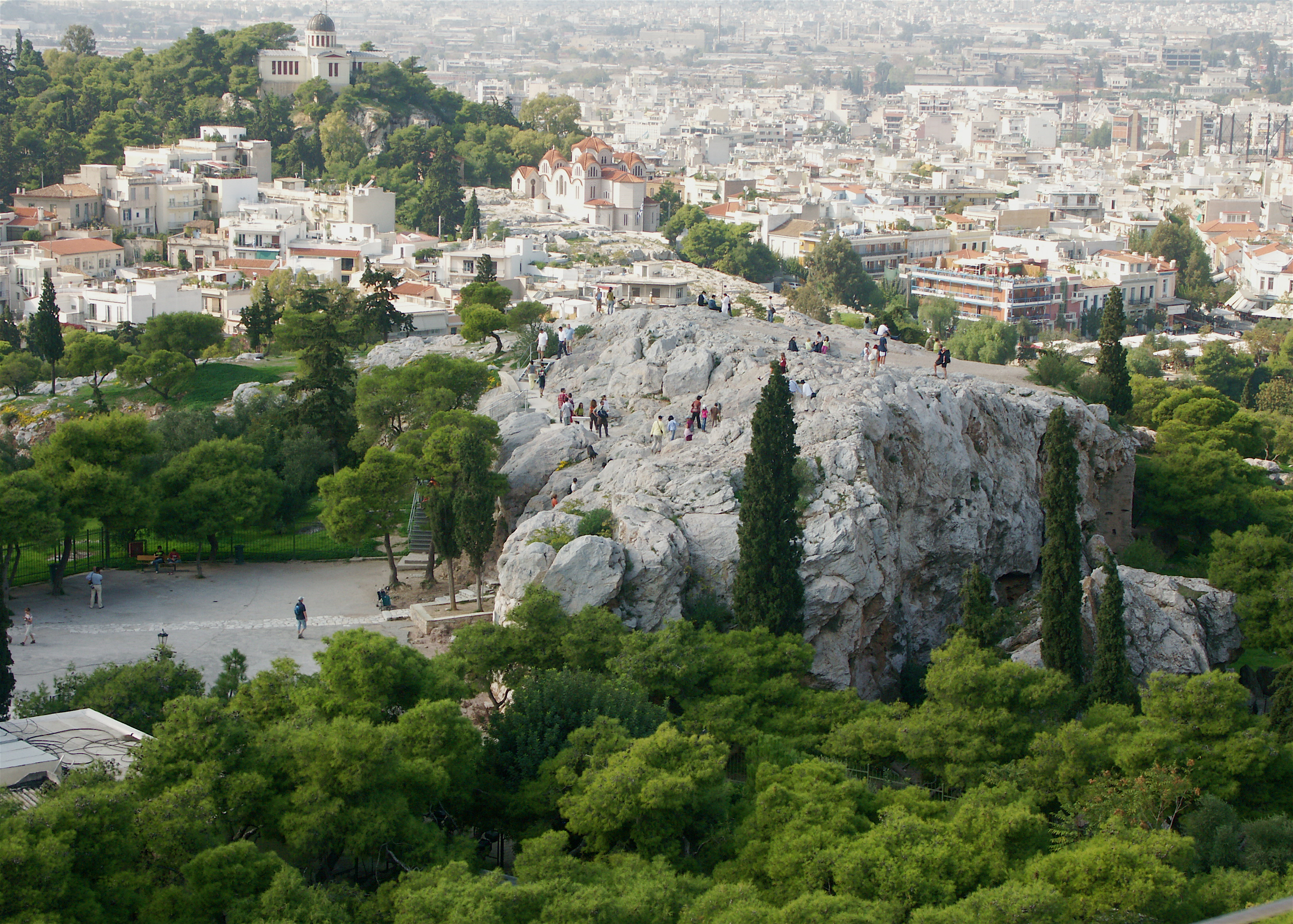
从雅典卫城看亚略巴古

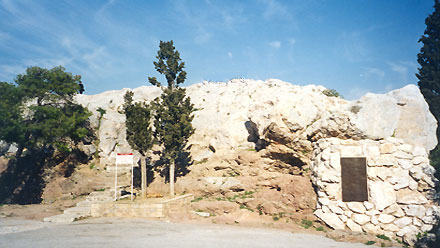
含有使徒保罗在亚略巴古讲道内容的牌匾

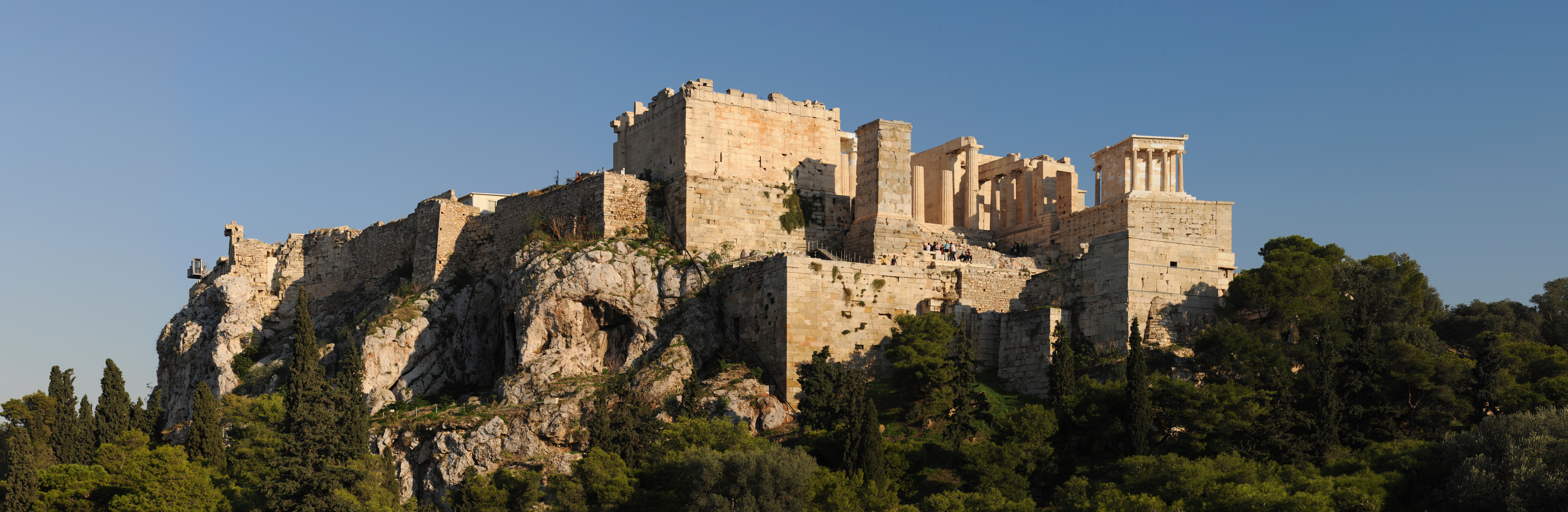
从亚略巴古山看雅典卫城

亚略巴古（希腊语：Άρειος Πάγος，或译：阿雷奥帕古斯）意為“阿瑞斯的岩石”，又称战神山议事会、亚略巴古法院、阿雷奥帕谷斯仲裁会议。位于雅典卫城的西北角，是古典时期作为雅典刑事和民事案件的高等上诉法院。
相傳阿瑞斯因为杀死波塞冬的儿子哈利罗提奥斯，在此接受希腊众神的审判（原因论神话的典型例子）。

## 词源
其名字的由来并不清楚。在希腊语中，pagos指大块岩石。Areios可能来自于阿瑞斯或厄里倪厄斯，因为在山下有一座供奉厄里倪厄斯的神庙，凶手常会来此庙寻求保佑，避免面对自己行为的后果。后来，罗马人称这座岩石小山为“玛尔斯山” ，以罗马战神玛尔斯命名。靠近亚略巴古还兴建了供奉大法官狄尼修的天主教堂圣狄尼修圣殿主教座堂。

## 历史
在公元前5世纪以前，亚略巴古是这个城市的元老委员会，类似于罗马元老院，其成员仅限于高级公职人员，即执政官。公元前594年，亚略巴古同意将权力交给梭伦进行民主改革，梭伦进行重组后又将权力交还给这个机构。
公元前462年，艾斐烈特进行改革，剥夺了亚略巴古除了审判谋杀之外的所有职能。
在埃斯库罗斯的剧本《俄瑞斯忒亚》（或《复仇三女神》，公元前458年）中，俄瑞斯忒斯為父報仇杀死他的母亲克吕泰涅斯特拉及其情夫埃癸斯托斯後，民眾法庭在亚略巴古审判此案。
芙里尼是公元前4世纪希腊的交际花，以美貌而著称，曾因被控亵渎厄琉息斯秘仪而在亚略巴古受审。传说她褪去了衣裳，以其身体的美丽体现神性，法官立即判其无罪。
公元前4世纪，亚略巴古又增加了新的功能：调查贪污，但是定罪的权力仍然归雅典集会。
亚略巴古在罗马帝国时期继续行使功能。据说使徒保罗就是在这里发表著名的演讲，论到献给未识之神的雅典祭坛的潜在意义：“你们所不认识而敬拜的，我现在传给你们。创造宇宙和其中万物的神，既是天地的主，就不住人手所造的殿，也不用人手服事，好像缺少什么，自己倒将生命、气息、万物赐给万人。祂从一本造出万族的人，住在全地面上，并且豫先定准他们的时期，和居住的疆界，要叫他们寻求神，或者可以揣摩而得，其实祂离我们各人不远；因我们生活、行动、存留都在于祂，就如你们中间有些作诗的说，原来我们也是祂的族类。”（使徒行传 17:23–28）

## 引申义
“亚略巴古”一词也可以指现代希腊的最高上诉法院。